# Wereldkampioenschap voetbal 2006 (kwalificatie OFC)

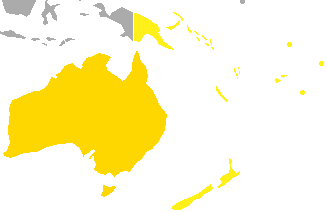
Gekwalificeerd voor play-off
Niet gekwalificeerd

Namens de bond OFC deden 12 landen mee aan de kwalificatieronden voor een plaats in het hoofdtoernooi, die kon worden bereikt door het winnen van de intercontinentale play-off. Australië zou zich uiteindelijk kwalificeren voor het hoofdtoernooi.

## Opzet
De kwalificaties bestonden uit drie ronden. Australië en Nieuw-Zeeland mochten de eerste ronde overslaan. De andere tien landen speelden in twee groepen van vijf landen, waarin elk land slechts één maal tegen elk ander speelde. De nummers 1 en 2 van beide groepen gingen verder naar de tweede ronde. In die ronden speelden zo zes landen tegen elkaar, in een enkele groep, waarbij elk land slechts één maal tegen elk ander speelt. De nummers 1 en 2 uit deze ronde gingen door naar ronde drie, waarin deze twee landen een play-off tegen elkaar spelen in een uit- en thuismatch. De winnaar hiervan was echter nog niet gekwalificeerd, maar moest tegen het vijfde team uit Zuid-Amerika de kwalificatie afdwingen.

## Gekwalificeerde landen
| FIFA-lid  | Kwalificatie          | Kwal. datum      | Aantal dln. (incl. 2006) | Dln. op rij | Eerste dln. | Laatste dln. | Titels (excl. 2006) | Beste prestatie |
| --------- | --------------------- | ---------------- | ------------------------ | ----------- | ----------- | ------------ | ------------------- | --------------- |
| Australië | Play-off CONMEBOL/OFC | 16 november 2005 | 2e                       | 1           | 1974        | 1974         | 0                   | Groepsfase      |

## Eerste ronde

### Groep 1
| Nr. | Land             | GW | W | G | V | DV | DT | DS  | Ptn | Resultaat                            |
| --- | ---------------- | -- | - | - | - | -- | -- | --- | --- | ------------------------------------ |
| 1.  | Salomonseilanden | 4  | 3 | 1 | 0 | 14 | 1  | +13 | 10  | Gekwalificeerd voor de tweede ronde. |
| 2.  | Tahiti           | 4  | 2 | 2 | 0 | 5  | 1  | +4  | 8   | Gekwalificeerd voor de tweede ronde. |
| 3.  | Nieuw-Caledonië  | 4  | 2 | 1 | 1 | 16 | 2  | +14 | 7   |                                      |
| 4.  | Tonga            | 4  | 1 | 0 | 3 | 2  | 17 | –15 | 3   |                                      |
| 5.  | Cookeilanden     | 4  | 0 | 0 | 4 | 1  | 17 | –16 | 0   |                                      |

|                                               |                                                   |         |       |                                                                                |
| 10 mei 2004 «onderlinge duels» 14:00 (UTC+11) | Salomonseilanden                                  | 6 – 0   | Tonga | Lawson Tamastadion, Honiara Toeschouwers: 12.385 Scheidsrechter: Harry Attison |
| 10 mei 2004 «onderlinge duels» 14:00 (UTC+11) | Fa'arodo 12', 30', 77' Maemae 62', 76' Samani 79' | Verslag |       | Lawson Tamastadion, Honiara Toeschouwers: 12.385 Scheidsrechter: Harry Attison |

|                                               |                         |         |              |                                                                                 |
| 10 mei 2004 «onderlinge duels» 16:00 (UTC+11) | Tahiti                  | 2 – 0   | Cookeilanden | Lawson Tamastadion, Honiara Toeschouwers: 12.000 Scheidsrechter: Rajendra Singh |
| 10 mei 2004 «onderlinge duels» 16:00 (UTC+11) | Temataua 2' Moretta 80' | Verslag |              | Lawson Tamastadion, Honiara Toeschouwers: 12.000 Scheidsrechter: Rajendra Singh |

|                                               |                                                         |         |              |                                                                              |
| 12 mei 2004 «onderlinge duels» 14:00 (UTC+11) | Salomonseilanden                                        | 5 – 0   | Cookeilanden | Lawson Tamastadion, Honiara Toeschouwers: 14.000 Scheidsrechter: Lencie Fred |
| 12 mei 2004 «onderlinge duels» 14:00 (UTC+11) | Waita 21' Omokirio 27' Samani 45' Maemae 70' Leslie 81' | Verslag |              | Lawson Tamastadion, Honiara Toeschouwers: 14.000 Scheidsrechter: Lencie Fred |

|                                               |         |       |                 |                                                                                |
| 12 mei 2004 «onderlinge duels» 16:00 (UTC+11) | Tahiti  | 0 – 0 | Nieuw-Caledonië | Lawson Tamastadion, Honiara Toeschouwers: 14.000 Scheidsrechter: Leone Rakaroi |
| 12 mei 2004 «onderlinge duels» 16:00 (UTC+11) | Verslag |       |                 | Lawson Tamastadion, Honiara Toeschouwers: 14.000 Scheidsrechter: Leone Rakaroi |

|                                               |                         |         |              |                                                                                   |
| 15 mei 2004 «onderlinge duels» 14:00 (UTC+11) | Tonga                   | 2 – 1   | Cookeilanden | Lawson Tamastadion, Honiara Toeschouwers: 15.000 Scheidsrechter: Salaiau Sosongan |
| 15 mei 2004 «onderlinge duels» 14:00 (UTC+11) | Uhatahi 46' Vaitaki 61' | Verslag | 59' Pareanga | Lawson Tamastadion, Honiara Toeschouwers: 15.000 Scheidsrechter: Salaiau Sosongan |

|                                               |                          |         |                 |                                                                                |
| 15 mei 2004 «onderlinge duels» 16:00 (UTC+11) | Salomonseilanden         | 2 – 0   | Nieuw-Caledonië | Lawson Tamastadion, Honiara Toeschouwers: 20.000 Scheidsrechter: Harry Attison |
| 15 mei 2004 «onderlinge duels» 16:00 (UTC+11) | Omokirio 10' G. Suri 42' | Verslag |                 | Lawson Tamastadion, Honiara Toeschouwers: 20.000 Scheidsrechter: Harry Attison |

|                                               |                                                                      |         |              |                                                                              |
| 17 mei 2004 «onderlinge duels» 14:00 (UTC+11) | Nieuw-Caledonië                                                      | 8 – 0   | Cookeilanden | Lawson Tamastadion, Honiara Toeschouwers: 400 Scheidsrechter: Rajendra Singh |
| 17 mei 2004 «onderlinge duels» 14:00 (UTC+11) | P. Wajoka 3' M. Hmae 20', 40', 42', 52', 85' Djamali 25' J. Hmae 35' | Verslag |              | Lawson Tamastadion, Honiara Toeschouwers: 400 Scheidsrechter: Rajendra Singh |

|                                               |                           |         |       |                                                                                |
| 17 mei 2004 «onderlinge duels» 16:00 (UTC+11) | Tahiti                    | 2 – 0   | Tonga | Lawson Tamastadion, Honiara Toeschouwers: 400 Scheidsrechter: Salaiau Sosongan |
| 17 mei 2004 «onderlinge duels» 16:00 (UTC+11) | G. Wajoka 1' Temataua 78' | Verslag |       | Lawson Tamastadion, Honiara Toeschouwers: 400 Scheidsrechter: Salaiau Sosongan |

|                                               |                                                                            |         |       |                                                                              |
| 19 mei 2004 «onderlinge duels» 14:00 (UTC+11) | Nieuw-Caledonië                                                            | 8 – 0   | Tonga | Lawson Tamastadion, Honiara Toeschouwers: 14.000 Scheidsrechter: Lencie Fred |
| 19 mei 2004 «onderlinge duels» 14:00 (UTC+11) | J. Hmae 4' Poatinda 26', 42', 79' M. Hmae 45' P. Wajoka 54', 58' Kaumé 72' | Verslag |       | Lawson Tamastadion, Honiara Toeschouwers: 14.000 Scheidsrechter: Lencie Fred |

|                                               |                  |         |           |                                                                                |
| 19 mei 2004 «onderlinge duels» 16:00 (UTC+11) | Salomonseilanden | 1 – 1   | Tahiti    | Lawson Tamastadion, Honiara Toeschouwers: 18.000 Scheidsrechter: Leone Rakaroi |
| 19 mei 2004 «onderlinge duels» 16:00 (UTC+11) | B. Suri 80'      | Verslag | 30' Simon | Lawson Tamastadion, Honiara Toeschouwers: 18.000 Scheidsrechter: Leone Rakaroi |

### Groep 2
| Nr. | Land                | GW | W | G | V | DV | DT | DS  | Ptn | Resultaat                            |
| --- | ------------------- | -- | - | - | - | -- | -- | --- | --- | ------------------------------------ |
| 1.  | Vanuatu             | 4  | 3 | 1 | 0 | 16 | 2  | +14 | 10  | Gekwalificeerd voor de tweede ronde. |
| 2.  | Fiji                | 4  | 3 | 0 | 1 | 19 | 5  | +14 | 9   | Gekwalificeerd voor de tweede ronde. |
| 3.  | Papoea-Nieuw-Guinea | 4  | 2 | 1 | 1 | 17 | 6  | +11 | 7   |                                      |
| 4.  | Samoa               | 4  | 1 | 0 | 3 | 5  | 11 | –6  | 3   |                                      |
| 5.  | Amerikaans-Samoa    | 4  | 0 | 0 | 4 | 1  | 34 | –33 | 0   |                                      |

|                                               |                     |         |            |                                                                                      |
| 10 mei 2004 «onderlinge duels» 14:00 (UTC+11) | Papoea-Nieuw-Guinea | 1 – 1   | Vanuatu    | Toleafoa J.S. Blatter Complex, Apia Toeschouwers: 500 Scheidsrechter: Matthew Breeze |
| 10 mei 2004 «onderlinge duels» 14:00 (UTC+11) | Wasi 73'            | Verslag | 90+' Lauru | Toleafoa J.S. Blatter Complex, Apia Toeschouwers: 500 Scheidsrechter: Matthew Breeze |

|                                               |                                                |         |                  |                                                                                   |
| 10 mei 2004 «onderlinge duels» 16:00 (UTC+11) | Samoa                                          | 4 – 0   | Amerikaans-Samoa | Toleafoa J.S. Blatter Complex, Apia Toeschouwers: 500 Scheidsrechter: Michael Afu |
| 10 mei 2004 «onderlinge duels» 16:00 (UTC+11) | Bryce 12' Fasavalu 30', 53' Michael 66' (pen.) | Verslag |                  | Toleafoa J.S. Blatter Complex, Apia Toeschouwers: 500 Scheidsrechter: Michael Afu |

|                                               |                  |         |                                                                             |                                                                                |
| 12 mei 2004 «onderlinge duels» 14:00 (UTC+11) | Amerikaans-Samoa | 1 – 9   | Vanuatu                                                                     | Toleafoa J.S. Blatter Complex, Apia Toeschouwers: 400 Scheidsrechter: Neil Fox |
| 12 mei 2004 «onderlinge duels» 14:00 (UTC+11) | Natia 39'        | Verslag | 30' (pen.) Qorig 37', 56', 90+' Mermer 55' Poida 65' Chilia 80', 90+' Maleb | Toleafoa J.S. Blatter Complex, Apia Toeschouwers: 400 Scheidsrechter: Neil Fox |

|                                               |                                                |         |                       |                                                                                           |
| 12 mei 2004 «onderlinge duels» 16:00 (UTC+11) | Fiji                                           | 4 – 2   | Papoea-Nieuw-Guinea   | Toleafoa J.S. Blatter Complex, Apia Toeschouwers: 400 Scheidsrechter: Constantinos Diomis |
| 12 mei 2004 «onderlinge duels» 16:00 (UTC+11) | Rabo 24' Toma 45+' Gataurua 78' Rokotakala 90' | Verslag | 12' Davani 44' Komboi | Toleafoa J.S. Blatter Complex, Apia Toeschouwers: 400 Scheidsrechter: Constantinos Diomis |

|                                               | |         |                  |                                                                                |
| 15 mei 2004 «onderlinge duels» 14:00 (UTC+11) | Fiji                                                                                                | 11 – 0  | Amerikaans-Samoa | Toleafoa J.S. Blatter Complex, Apia Toeschouwers: 300 Scheidsrechter: Neil Fox |
| 15 mei 2004 «onderlinge duels» 14:00 (UTC+11) | Toma 7', 11', 16' Vulivuli 24' Rokotakala 32', 34' Sabutu 45+', 81' Masinisau 60' Gataurua 75', 77' | Verslag |                  | Toleafoa J.S. Blatter Complex, Apia Toeschouwers: 300 Scheidsrechter: Neil Fox |

|                                               |       |         |                                 |                                                                                      |
| 15 mei 2004 «onderlinge duels» 16:00 (UTC+11) | Samoa | 0 – 3   | Vanuatu                         | Toleafoa J.S. Blatter Complex, Apia Toeschouwers: 650 Scheidsrechter: Matthew Breeze |
| 15 mei 2004 «onderlinge duels» 16:00 (UTC+11) |       | Verslag | 13' Mermer 55' Chilia 57' Maleb | Toleafoa J.S. Blatter Complex, Apia Toeschouwers: 650 Scheidsrechter: Matthew Breeze |

|                                               |                  |         |                                                                                     |                                                                                   |
| 17 mei 2004 «onderlinge duels» 14:00 (UTC+11) | Amerikaans-Samoa | 0 – 10  | Papoea-Nieuw-Guinea                                                                 | Toleafoa J.S. Blatter Complex, Apia Toeschouwers: 150 Scheidsrechter: Michael Afu |
| 17 mei 2004 «onderlinge duels» 14:00 (UTC+11) |                  | Verslag | 23', 24', 40', 79' Davani 26', 28', 64' Andrew Lepani 34' Wasi 37' Komboi 71' Lohai | Toleafoa J.S. Blatter Complex, Apia Toeschouwers: 150 Scheidsrechter: Michael Afu |

|                                               |       |         |                                                  |                                                                                           |
| 17 mei 2004 «onderlinge duels» 16:00 (UTC+11) | Samoa | 0 – 4   | Fiji                                             | Toleafoa J.S. Blatter Complex, Apia Toeschouwers: 450 Scheidsrechter: Constantinos Diomis |
| 17 mei 2004 «onderlinge duels» 16:00 (UTC+11) |       | Verslag | 17' Toma 52' Sabutu 82' Masinisau 84' Rokotakala | Toleafoa J.S. Blatter Complex, Apia Toeschouwers: 450 Scheidsrechter: Constantinos Diomis |

|                                               |      |         |                             |                                                                                      |
| 19 mei 2004 «onderlinge duels» 14:00 (UTC+11) | Fiji | 0 – 3   | Vanuatu                     | Toleafoa J.S. Blatter Complex, Apia Toeschouwers: 200 Scheidsrechter: Matthew Breeze |
| 19 mei 2004 «onderlinge duels» 14:00 (UTC+11) |      | Verslag | 45+' Thomsen 63', 65' Lauru | Toleafoa J.S. Blatter Complex, Apia Toeschouwers: 200 Scheidsrechter: Matthew Breeze |

|                                               |             |         |                                                              |                                                                                           |
| 19 mei 2004 «onderlinge duels» 16:00 (UTC+11) | Samoa       | 1 – 4   | Papoea-Nieuw-Guinea                                          | Toleafoa J.S. Blatter Complex, Apia Toeschouwers: 300 Scheidsrechter: Constantinos Diomis |
| 19 mei 2004 «onderlinge duels» 16:00 (UTC+11) | Michael 69' | Verslag | 16' Davani 37' Andrew Lepani 55' Nathaniel Lepani 68' Komeng | Toleafoa J.S. Blatter Complex, Apia Toeschouwers: 300 Scheidsrechter: Constantinos Diomis |

## Tweede ronde
De kwalificatie in Oceanië was gelijk aan het kampioenschap van Oceanië, twee landen konden zich plaatsen voor de finale, Australië en Nieuw-Zeeland waren zwaar favoriet zich te plaatsen. De serie begon met een wedstrijd tussen de twee voornaamste kanshebbers: Australië won met 1-0 door een vrije trap van Mark Bresciano. Nieuw-Zeeland won in de tweede speelronde met 3-0 van de Salomon Eilanden, maar blameerde zich door daarna met 4-2 van het puntloze Vanuatu te verliezen. De Salomons Eilanden wonnen wel al hun wedstrijden van de mindere teams, hadden op de laatste speeldag drie punten voorsprong op Nieuw-Zeeland, maar moesten nu gelijk spelen tegen het al geplaatste Australië. Dankzij twee doelpunten van Commins Menapi werd dat doel bereikt (2-2) en Nieuw-Zeeland was uitgeschakeld.
| Nr. | Land             | GW | W | G | V | DV | DT | DS  | Ptn | Resultaat                        |
| --- | ---------------- | -- | - | - | - | -- | -- | --- | --- | -------------------------------- |
| 1.  | Australië        | 5  | 4 | 1 | 0 | 21 | 3  | +18 | 13  | Gekwalificeerd voor de play-off. |
| 2.  | Salomonseilanden | 5  | 3 | 1 | 1 | 9  | 6  | +3  | 10  | Gekwalificeerd voor de play-off. |
| 3.  | Nieuw-Zeeland    | 5  | 3 | 0 | 2 | 17 | 5  | +12 | 9   |                                  |
| 4.  | Fiji             | 5  | 1 | 1 | 3 | 3  | 10 | –7  | 4   |                                  |
| 5.  | Tahiti           | 5  | 1 | 1 | 3 | 2  | 24 | –22 | 4   |                                  |
| 6.  | Vanuatu          | 5  | 1 | 0 | 4 | 5  | 9  | –4  | 3   |                                  |

|                                      |         |         |                        |                                                                               |
| 29 mei 2004 «onderlinge duels» 14:00 | Vanuatu | 0 – 1   | Salomonseilanden       | Marden Sports Complex, Adelaide Toeschouwers: 200 Scheidsrechter: Mark Shield |
| 29 mei 2004 «onderlinge duels» 14:00 |         | Verslag | 51' (pen.) Batram Suri | Marden Sports Complex, Adelaide Toeschouwers: 200 Scheidsrechter: Mark Shield |

|                                      |         |       |      |                                                                                |
| 29 mei 2004 «onderlinge duels» 17:30 | Tahiti  | 0 – 0 | Fiji | Hindmarsh Stadium, Adelaide Toeschouwers: 3.000 Scheidsrechter: Stefano Farina |
| 29 mei 2004 «onderlinge duels» 17:30 | Verslag |       |      | Hindmarsh Stadium, Adelaide Toeschouwers: 3.000 Scheidsrechter: Stefano Farina |

|                                      |               |         |               |                                                                                  |
| 29 mei 2004 «onderlinge duels» 20:00 | Australië     | 1 – 0   | Nieuw-Zeeland | Hindmarsh Stadium, Adelaide Toeschouwers: 12.130 Scheidsrechter: Claus Bo Larsen |
| 29 mei 2004 «onderlinge duels» 20:00 | Bresciano 40' | Verslag |               | Hindmarsh Stadium, Adelaide Toeschouwers: 12.130 Scheidsrechter: Claus Bo Larsen |

|                                      |                                  |         |                  |                                                                                              |
| 31 mei 2004 «onderlinge duels» 14:00 | Nieuw-Zeeland                    | 3 – 0   | Salomonseilanden | Marden Sports Complex, Adelaide Toeschouwers: 217 Scheidsrechter: Eduardo Iturralde González |
| 31 mei 2004 «onderlinge duels» 14:00 | Fisher 36' Oughton 81' Lines 90' | Verslag |                  | Marden Sports Complex, Adelaide Toeschouwers: 217 Scheidsrechter: Eduardo Iturralde González |

|                                      |                                                                                                  |         |        |                                                                               |
| 31 mei 2004 «onderlinge duels» 17:30 | Australië                                                                                        | 9 – 0   | Tahiti | Hindmarsh Stadium, Adelaide Toeschouwers: 1.200 Scheidsrechter: Harry Attison |
| 31 mei 2004 «onderlinge duels» 17:30 | Cahill 14', 47' Skoko 43' Simon 44' (e.d.) Sterjovski 51', 61', 74' Zdrilic 85' Chipperfield 89' | Verslag |        | Hindmarsh Stadium, Adelaide Toeschouwers: 1.200 Scheidsrechter: Harry Attison |

|                                      |          |         |         |                                                                                 |
| 31 mei 2004 «onderlinge duels» 20:00 | Fiji     | 1 – 0   | Vanuatu | Hindmarsh Stadium, Adelaide Toeschouwers: 500 Scheidsrechter: Charles Ariiotima |
| 31 mei 2004 «onderlinge duels» 20:00 | Toma 73' | Verslag |         | Hindmarsh Stadium, Adelaide Toeschouwers: 500 Scheidsrechter: Charles Ariiotima |

|                                      |                                                  |         |              |                                                                                                |
| 2 juni 2004 «onderlinge duels» 14:00 | Australië                                        | 6 – 1   | Fiji         | Marden Sports Complex, Adelaide Toeschouwers: 2.200 Scheidsrechter: Eduardo Iturralde González |
| 2 juni 2004 «onderlinge duels» 14:00 | Madaschi 6', 50' Cahill 39', 66', 75' Elrich 89' | Verslag | 19' Gataurua | Marden Sports Complex, Adelaide Toeschouwers: 2.200 Scheidsrechter: Eduardo Iturralde González |

|                                      |        |         |                                             |                                                                            |
| 2 juni 2004 «onderlinge duels» 17:30 | Tahiti | 0 – 4   | Salomonseilanden                            | Hindmarsh Stadium, Adelaide Toeschouwers: 50 Scheidsrechter: Leone Rakaroi |
| 2 juni 2004 «onderlinge duels» 17:30 |        | Verslag | 9' Fa'arodo 14', 80' Menapi 42' Batram Suri | Hindmarsh Stadium, Adelaide Toeschouwers: 50 Scheidsrechter: Leone Rakaroi |

|                                      |                                         |         |                 |                                                                              |
| 2 juni 2004 «onderlinge duels» 20:00 | Vanuatu                                 | 4 – 2   | Nieuw-Zeeland   | Hindmarsh Stadium, Adelaide Toeschouwers: 356 Scheidsrechter: Stefano Farina |
| 2 juni 2004 «onderlinge duels» 20:00 | Chilia 37' Bibi 64' Maleb 72' Qorig 88' | Verslag | 61', 75' Coveny | Hindmarsh Stadium, Adelaide Toeschouwers: 356 Scheidsrechter: Stefano Farina |

|                                      |                                                                                |         |        |                                                                               |
| 4 juni 2004 «onderlinge duels» 14:00 | Nieuw-Zeeland                                                                  | 10 – 0  | Tahiti | Marden Sports Complex, Adelaide Toeschouwers: 200 Scheidsrechter: Mark Shield |
| 4 juni 2004 «onderlinge duels» 14:00 | Coveny 6', 38', 45' Fisher 16', 22', 63' Jones 72' Oughton 74' Nelsen 82', 87' | Verslag |        | Marden Sports Complex, Adelaide Toeschouwers: 200 Scheidsrechter: Mark Shield |

|                                      |          |         |                         |                                                                               |
| 4 juni 2004 «onderlinge duels» 17:30 | Fiji     | 1 – 2   | Salomonseilanden        | Hindmarsh Stadium, Adelaide Toeschouwers: 1.500 Scheidsrechter: Harry Attison |
| 4 juni 2004 «onderlinge duels» 17:30 | Toma 21' | Verslag | 16' Kakai 82' Houkarawa | Hindmarsh Stadium, Adelaide Toeschouwers: 1.500 Scheidsrechter: Harry Attison |

|                                      |         |         |                             |                                                                                   |
| 4 juni 2004 «onderlinge duels» 20:00 | Vanuatu | 0 – 3   | Australië                   | Hindmarsh Stadium, Adelaide Toeschouwers: 4.000 Scheidsrechter: Charles Ariiotima |
| 4 juni 2004 «onderlinge duels» 20:00 |         | Verslag | 25', 85' Aloisi 81' Emerton | Hindmarsh Stadium, Adelaide Toeschouwers: 4.000 Scheidsrechter: Charles Ariiotima |

|                                      |                         |         |          |                                                                                 |
| 6 juni 2004 «onderlinge duels» 14:00 | Tahiti                  | 2 – 1   | Vanuatu  | Marden Sports Complex, Adelaide Toeschouwers: 300 Scheidsrechter: Leone Rakaroi |
| 6 juni 2004 «onderlinge duels» 14:00 | Temataua 40' Wajoka 89' | Verslag | 23' Iwai | Marden Sports Complex, Adelaide Toeschouwers: 300 Scheidsrechter: Leone Rakaroi |

|                                      |      |         |                     |                                                                                 |
| 6 juni 2004 «onderlinge duels» 17:30 | Fiji | 0 – 2   | Nieuw-Zeeland       | Hindmarsh Stadium, Adelaide Toeschouwers: 2.000 Scheidsrechter: Claus Bo Larsen |
| 6 juni 2004 «onderlinge duels» 17:30 |      | Verslag | 8' Bunce 56' Coveny | Hindmarsh Stadium, Adelaide Toeschouwers: 2.000 Scheidsrechter: Claus Bo Larsen |

|                                      |                  |         |                        |                                                                                            |
| 6 juni 2004 «onderlinge duels» 20:00 | Salomonseilanden | 2 – 2   | Australië              | Hindmarsh Stadium, Adelaide Toeschouwers: 3.500 Scheidsrechter: Eduardo Iturralde González |
| 6 juni 2004 «onderlinge duels» 20:00 | Menapi 43', 75'  | Verslag | 50' Cahill 52' Emerton | Hindmarsh Stadium, Adelaide Toeschouwers: 3.500 Scheidsrechter: Eduardo Iturralde González |

## Play-off
Na de confederations cup van 2005, waar Australië alle wedstrijden verloor, stapte coach Frank Farina op. Als vervanger werkt uiteindelijk Guus Hiddink aangetrokken, hij had nog een contract bij PSV, maar hij had in zijn contract laten zetten, dat hij een nationaal team erbij kon doen. Het eerste succes was de Salomon Eilanden uitschakelen in de Play Offs, twee keer won Australië. Het zou de laatste keer zijn dat Australië een wedstrijd speelde in de Oceanische Zone, voortaan zal het zijn wedstrijden  spelen in de Aziatische Zone.
|                                               | |       |                  |                                                                                          |
| 3 september 2005 «onderlinge duels» 19:15 uur | Australië | 7 – 0 | Salomonseilanden | Aussie Stadium, Sydney Toeschouwers: 16.000 Scheidsrechter: Subkhiddin Mohd Salleh (MAS) |
| 3 september 2005 «onderlinge duels» 19:15 uur | Jason Culina 20' Mark Viduka 36' Mark Viduka 43' Tim Cahill 57' Scott Chipperfield 64' Archie Thompson 68' Brett Emerton 89' |       |                  | Aussie Stadium, Sydney Toeschouwers: 16.000 Scheidsrechter: Subkhiddin Mohd Salleh (MAS) |

|                                                |                    |       |                                       |                                                                                        |
| 6 september 2005 «onderlinge duels»' 19:00 uur | Salomonseilanden   | 1 – 2 | Australië                             | Lawson Tama Stadion, Honiara Toeschouwers: 16.000 Scheidsrechter: Shamsul Maidin (SIN) |
| 6 september 2005 «onderlinge duels»' 19:00 uur | Henry Fa'Arodo 49' |       | 19' Archie Thompson 58' Brett Emerton | Lawson Tama Stadion, Honiara Toeschouwers: 16.000 Scheidsrechter: Shamsul Maidin (SIN) |

Australië wint met 9–1 en plaatst zich voor de intercontinentale play-off.

## Intercontinentale play-off
De laatste horde voor Australië en Hiddink was een oude bekende, Uruguay was opnieuw de nummer vijf van Zuid-Amerika en dus de tegenstander in de beslissende Play-Offs. Men had slechte herinneringen aan de vorige Play-Offs, niet alleen leed de ploeg een 3-0 nederlaag in Montevideo, de spelers werden bij aankomst op het vliegveld gemolesteerd, voor deze wedstrijd werden de spelers extra beveiligd. Loting had bepaald, dat Australië in tegenstelling tot het vorig WK eerst naar Uruguay moest en daarna thuis speelde.
In de eerste wedstrijd won Uruguay met 1-0 door een doelpunt van Darío Rodríguez. Beide landen vonden dat ze recht hadden op een beter resultaat, Australië had het betere veldspel, Uruguay de betere kansen. Voor meer dan 80.000 toeschouwers werd de return een slijtage-slag, Australië had opnieuw het beste van het spel en kwam op een 1-0 voorsprong door een doelpunt van Mark Bresciano. Ondanks wat kansen voor beide teams werd er niet meer gescoord en voor de eerste keer moest een ticket voor een WK beslist worden via strafschoppen. Na twee missers van Uruguay en één van Australië zorgde John Aloisi Australië voor de beslissende strafschop. Voor de eerste keer in 32 jaar plaatste Australië zich voor het WK Dat Australië zich eindelijk weer eens wist te plaatsen werd vooral toegeschreven aan Hiddink, die zijn team in no-time moest voorbereiden.
|                                                   |                  |       |           |                                                                                           |
| 12 november 2005 «onderlinge duels» 18:00 (UTC−2) | Uruguay          | 1 – 0 | Australië | Estadio Centenario, Montevideo Toeschouwers: 55.000 Scheidsrechter: Claus Bo Larsen (DEN) |
| 12 november 2005 «onderlinge duels» 18:00 (UTC−2) | D. Rodríguez 37' |       |           | Estadio Centenario, Montevideo Toeschouwers: 55.000 Scheidsrechter: Claus Bo Larsen (DEN) |

|                                                    |                                   |              |                                         |                                                                                          |
| 16 november 2005 «onderlinge duels» 20:00 (UTC+11) | Australië                         | 1 – 0 (n.v.) | Uruguay                                 | Telstra Stadium, Sydney Toeschouwers: 82.698 Scheidsrechter: Luis Medina Cantalejo (SPA) |
| 16 november 2005 «onderlinge duels» 20:00 (UTC+11) | Bresciano 35'                     |              |                                         | Telstra Stadium, Sydney Toeschouwers: 82.698 Scheidsrechter: Luis Medina Cantalejo (SPA) |
| 16 november 2005 «onderlinge duels» 20:00 (UTC+11) | Strafschoppen                     |              |                                         | Telstra Stadium, Sydney Toeschouwers: 82.698 Scheidsrechter: Luis Medina Cantalejo (SPA) |
| 16 november 2005 «onderlinge duels» 20:00 (UTC+11) | Kewell Neill Vidmar Viduka Aloisi | 4–2          | D. Rodríguez Varela Estoyanoff Zalayeta | Telstra Stadium, Sydney Toeschouwers: 82.698 Scheidsrechter: Luis Medina Cantalejo (SPA) |

Australië plaatst zich voor het wereldkampioenschap voetbal na het nemen van strafschoppen.